# مالتشین
مالتشین (به چکی: Malčín) یک منطقهٔ مسکونی در جمهوری چک است که در ناحیه هاولیتشکوف برود واقع شده‌است. مالتشین ۱۲٫۷۳ کیلومتر مربع مساحت و ۲۰۷ نفر جمعیت دارد و ۵۱۲ متر بالاتر از سطح دریا واقع شده‌است.